# Asilo político

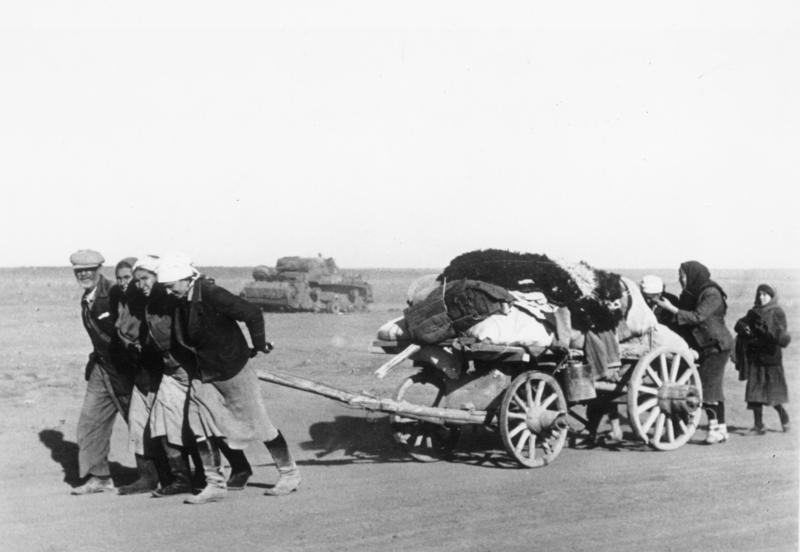
1942.

El asilo político es el derecho que tiene una persona a no ser extraditada de un país a otro que lo requiere para juzgarle por delitos políticos.
Cuando el asilo político se concede a personas que se encuentran en lugares que por las convenciones diplomáticas se consideran una extensión del territorio nacional, tales como la sede de embajadas o consulados, la residencia del embajador o los buques de guerra anclados en puertos extranjeros, se lo denomina asilo diplomático.

## Historia
La institución del asilo tiene una larga trayectoria histórica. Surgió como un asilo de carácter religioso, que amparaba a los delincuentes.
Al principio estaba destinado a favorecer a los delincuentes comunes y no a los políticos, puesto que se consideraban los más graves, ante los cuales no reconocía obstáculo la ira del gobernante.
En cambio, con la Reforma se produjo una inversión: desapareciendo el asilo para los delincuentes comunes y en su lugar, subsistió el asilo para los políticos que son perseguidos por sus ideas. 
En la antigüedad, la Edad Media y más adelante, los templos eran los lugares de asilo, pero en la época moderna, solamente se considera como asilo el territorio del Estado extranjero. 
Con la tesis de extraterritorialidad de las Embajadas y Legaciones de Grocio, se consideraba que el asilo diplomático era un corolario del asilo brindado por el territorio extranjero por lo que el perseguido quedaba asilado, no solo si lograba escapar a territorio extranjero, sino también si obtenía asilo en la Legación o Embajada de un país extranjero. 
Hoy puede decirse que el derecho de asilo diplomático para los perseguidos políticos no es una institución reconocida por el derecho internacional general de base.

## Extensión
Se debe distinguir, en cuanto a la extensión del derecho de asilo, cuatro posibilidades: el derecho a asilar, el ejercicio activo del asilo, la tolerancia de su ejercicio y la aceptación pasiva de que en el territorio de un estado se preste asilo a los delincuentes políticos.
Son 20 los países latinoamericanos que están ligados por convenciones que reglamentan el ejercicio del derecho de asilo, sumándose España y Portugal

## Legislación

### España
En España, está regulado por la Ley 12/2009, de 30 de octubre, reguladora del derecho de asilo y de la protección subsidiaria.

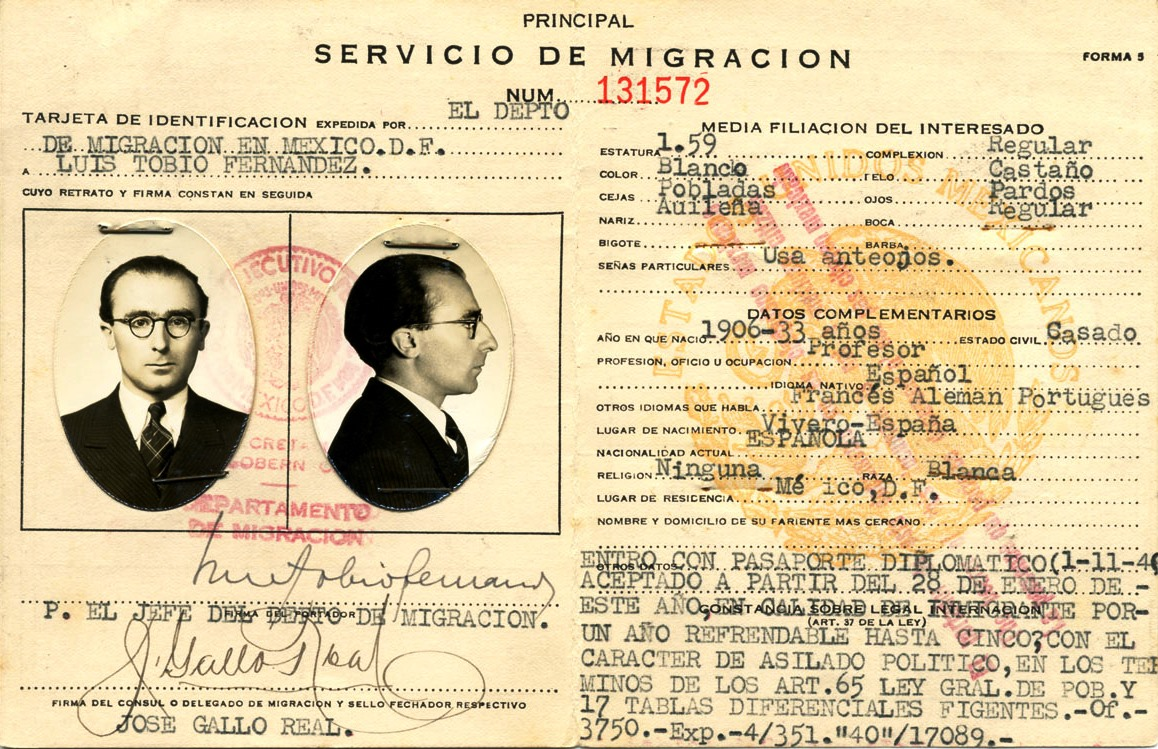
Tarjeta de identificación expedida a Lois Tobío Fernández con carácter de asilado político, en 1940, por el Departamento de Migración en México D.F.

### Latinoamérica
Los países latinoamericanos tienen una larga tradición de asilo político desde el siglo XIX. El Tratado de Derecho Penal Internacional de Montevideo de 1889 es considerado como el primer instrumento convencional que se refiere al asilo.

Artículo 16: El asilo es inviolable para los perseguidos por delitos políticos, pero la Nación de refugio tiene el deber de impedir que los asilados realicen en su territorio actos que pongan en peligro la paz pública de la Nación contra la cual han delinquido.

Artículo 17: El reo de delitos comunes que se asilase en una Legación deberá ser entregado por el jefe de ella a las autoridades locales, previa gestión del Ministerio de Relaciones Exteriores, cuando no lo efectuase espontáneamente.
Dicho asilo será respetado con relación a los perseguidos por delitos políticos, pero el jefe de la Legación está obligado a poner inmediatamente el hecho en conocimiento del Gobierno del Estado ante el cual está acreditado, quien podrá exigir que el perseguido sea puesto fuera del territorio nacional dentro del más breve plazo posible.
El jefe de la Legación podrá exigir, a su vez, las garantías necesarias para que el refugiado salga del territorio nacional respetándose la inviolabilidad de su persona.
El mismo principio se observará con respecto a los asilados en los buques de guerra surtos en aguas territoriales.
Tratado sobre Derecho Penal Internacional (1889)

Luego de este acuerdo internacional, el asilo se ha reiterado en La Convención de La Habana de 1928, la Convención sobre Asilo Político de Montevideo en 1933, el Tratado sobre Asilo y Refugio Político en Montevideo de 1939, el Tratado de Derecho Penal Internacional en Montevideo de 1940, la Convención sobre Asilo Territorial en Caracas de 1954 y en la Convención sobre Asilo Diplomático en Caracas de 1954.

## Expresidentes asilados
- Antonio Borrero Cortázar, expresidente de Ecuador recibió asilo en Colombia en 1877
- Lizardo García, expresidente de Ecuador recibió asilo en Colombia en 1906
- José Gutiérrez Guerra, expresidente de Bolivia recibió asilo en Estados Unidos en 1920
- José María Velasco Ibarra, expresidente de Ecuador recibió asilo en Colombia en 1935
- Gustavo Rojas Pinilla, expresidente de Colombia recibió asilo en República Dominicana en 1957
- Marcelo Caetano, expresidente de Portugal recibió asilo en Brasil en 1974
- Héctor José Cámpora, expresidente de Argentina recibió asilo en México en 1976
- Abdalá Bucaram, expresidente de Ecuador recibió asilo en Panamá en 1977
- Alfredo Stroessner, expresidente de Paraguay recibió asilo en Brasil en 1989
- Erich Honecker, expresidente del Consejo de Estado de la República Democrática Alemana recibió asilo en la embajada de Chile en Moscú en 1990 y luego vivió en Chile desde 1993.
- Alan García, expresidente de Perú recibió asilo en Colombia en 1992
- Jaime Lusinchi, expresidente de Venezuela recibió asilo en Costa Rica en 1992
- Carlos Andrés Pérez, expresidente de Venezuela recibió asilo en República Dominicana en 1992
- Jorge Serrano Elías, expresidente de Guatemala recibió asilo en Panamá en 1993
- Raoul Cédras, expresidente de Haití recibió asilo en Panamá en 1994
- Raúl Cubas Grau, expresidente de Paraguay recibió asilo en Argentina en 1999
- Pedro Carmona, expresidente de Venezuela recibió asilo en Colombia en 2002
- Gustavo Noboa, expresidente de Ecuador recibió asilo en República Dominicana en 2003
- Lucio Gutiérrez, expresidente de Ecuador recibió asilo en Brasil en 2005
- Manuel Zelaya, expresidente de Honduras fue recibido en México como "huésped ilustre" y no como "asilo político" en 2009.
- Mauricio Funes, expresidente de El Salvador recibió asilo en Nicaragua en 2016
- Evo Morales, expresidente de Bolivia recibió asilo en México en 2019, luego el 12 de diciembre de 2019 recibió asilo en Argentina.
- Rafael Correa, expresidente de Ecuador fue recibido en Bélgica como "asilado político" ratificado el 15 de abril del 2022.

## Causas y ejemplos de asilo político
El asilo político es un recurso fundamental para aquellos que enfrentan persecución política o violaciones graves de derechos humanos en sus países de origen. A continuación, se describen algunas de las causas más comunes por las que las personas buscan asilo político, así como ejemplos históricos y casos destacados que han marcado la importancia de este derecho internacional.

### Causas de asilo político
1. Persecución por motivos políticos: Personas que han sido perseguidas o temen ser perseguidas debido a sus opiniones políticas, actividad política o afiliaciones a grupos políticos pueden buscar asilo en otros países para proteger su vida y libertad.
2. Persecución basada en raza, religión o nacionalidad: Individuos que enfrentan persecución debido a su raza, religión, nacionalidad, origen étnico o pertenencia a un grupo social particular pueden solicitar asilo como medio para escapar de la violencia y discriminación en sus países de origen.
3. Conflictos armados y violencia generalizada: Personas que huyen de zonas de conflicto o países afectados por la violencia generalizada pueden buscar asilo en países vecinos o en otras regiones para protegerse de los peligros que enfrentan en sus lugares de origen.
4. Violencia de género y persecución de minorías sexuales: Las personas que enfrentan violencia de género, persecución por su orientación sexual o identidad de género, o que son parte de minorías sexuales perseguidas, pueden buscar asilo para escapar de situaciones extremadamente peligrosas en sus países de origen.

### Ejemplos históricos y casos destacados
1. Caso de Julian Assange: El fundador de WikiLeaks, Julian Assange, buscó asilo político en la Embajada de Ecuador en Londres en 2012 para evitar la extradición a Suecia  por acusaciones de agresión sexual, la persecución inició luego de que se publicara los crímenes de guerra por parte de USA en Irak, mostrando en la web el asesinato de varios periodistas. Su caso destacó la complejidad y controversia en torno al asilo político y la protección de los derechos humanos.
2. Refugiados sirios: El conflicto en Siria ha provocado una crisis humanitaria y ha llevado a millones de personas a huir del país. Varios países han recibido solicitudes de asilo de refugiados sirios, lo que ha generado debates sobre la responsabilidad y la capacidad de las naciones para brindar protección.
3. Exilio de figuras políticas: A lo largo de la historia, diversos líderes políticos y activistas han buscado asilo político en otros países debido a la persecución política en sus naciones de origen. Estos casos ejemplifican cómo el asilo puede ser una herramienta importante para proteger a defensores de la democracia y los derechos humanos.